# GObject
GObject é uma biblioteca livre, que tem por objetivo disponibilizar uma camada de orientação a objetos, extensível e flexível para C. Esta biblioteca, foi feita intencionalmente para que seja fácil de mapear em outras linguagens. A biblioteca GObject é usada pelos projetos GStreamer, pela biblioteca GTK+ e FJMovieEditor.